# Empalmament

Il·lustració senzilla del processament d'un ARNm per empalmament. A dalt es representa la seqüència d'un gen model, amb els exons (en vermell) i els introns (en blau) abans de ser processada i a sota després del procés d'empalmament.

Diagrama il·lustratiu de la bioquímica en dos passos de l'empalmament

L'empalmament (sovint anomenat erròniament amb l'anglicisme splicing) és el procés postranscripcional (i pretraduccional) mitjançant el qual les seqüències intròniques són eliminades del pre-ARNm i els exons que els separaven són units entre ells per formar l'ARNm madur que serà traduït a proteïna. És un procés complex que té lloc al nucli de les cèl·lules eucariotes i que es dut a terme per un complex de subunitats d'ARN i proteïnes denominat complex de tall i unió.
Si bé s'havia considerat en un principi, que els exons eren els que duien la informació del gen (en comparació amb els introns), s'ha demostrat els introns poden també contenir informació important per la transcripció de l'ADN a l'ARNm i pel processament postranscripcional d'aquest ARNm. Existeixen pseudogens que posseeixen l'estructura d'un gen actiu (inclosos els seus exons) i que això no obstant, no es transcriuen. En els introns poden trobar-s'hi diferents seqüències reguladores com per exemple encebadors o altres caixes de reconeixement específiques.
L'empalmament és un dels processos que es donen en la maduració del mRNA a partir del pre-mRNA, juntament amb l'addició de la caputxa en posició 5' i l'addició de la cua de poli-adenines en posició 3'.

## Empalmament alternatiu
És important mencionar que un mateix gen pot produir diferents proteïnes gràcies al que es coneix com a empalmament alternatiu (o splicing alternatiu), una sofisticació del fenomen d'empalmament. Mitjançant aquest procés, un pre-mRNA pot patir el procés d'eliminació d'introns de diverses maneres, donant lloc a diferents seqüències d'ARNm madur que en traduir-se poden originar diferents proteïnes. Cal remarcar que l'empalmament alternatiu, no és de cap manera un procés aleatori. Es tracta d'un refinament evolutiu regulat per tal de produir diferents proteïnes funcionals a partir d'un mateix gen. Les seqüències intròniques regulen sovint aquest empalmament alternatiu.
L'empalmament alternatiu és, juntament amb els promotors alternatius i la poliadenil·lació alternativa, un dels tres mecanismes de generació de variants de mRNA. Mentre que els mecanismes de promotors alternatius i poliadenil·lació alternativa són processos transcripcionals, l'empalmament alternatiu és post-transcripcional